# 5,7 cm Maxim-Nordenfelt

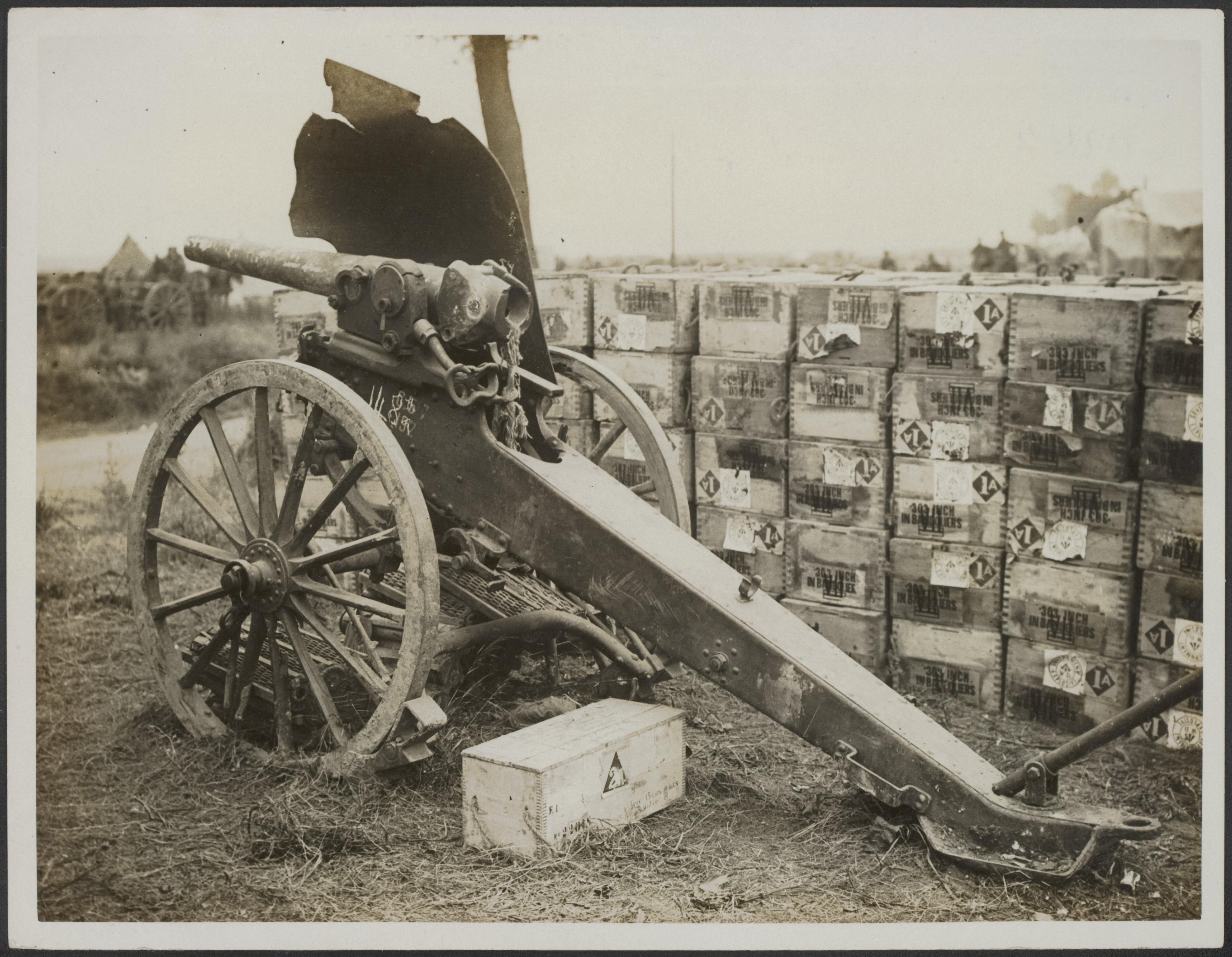
Infanteriekanon in Duitse handen, het schild is deels vernietigd

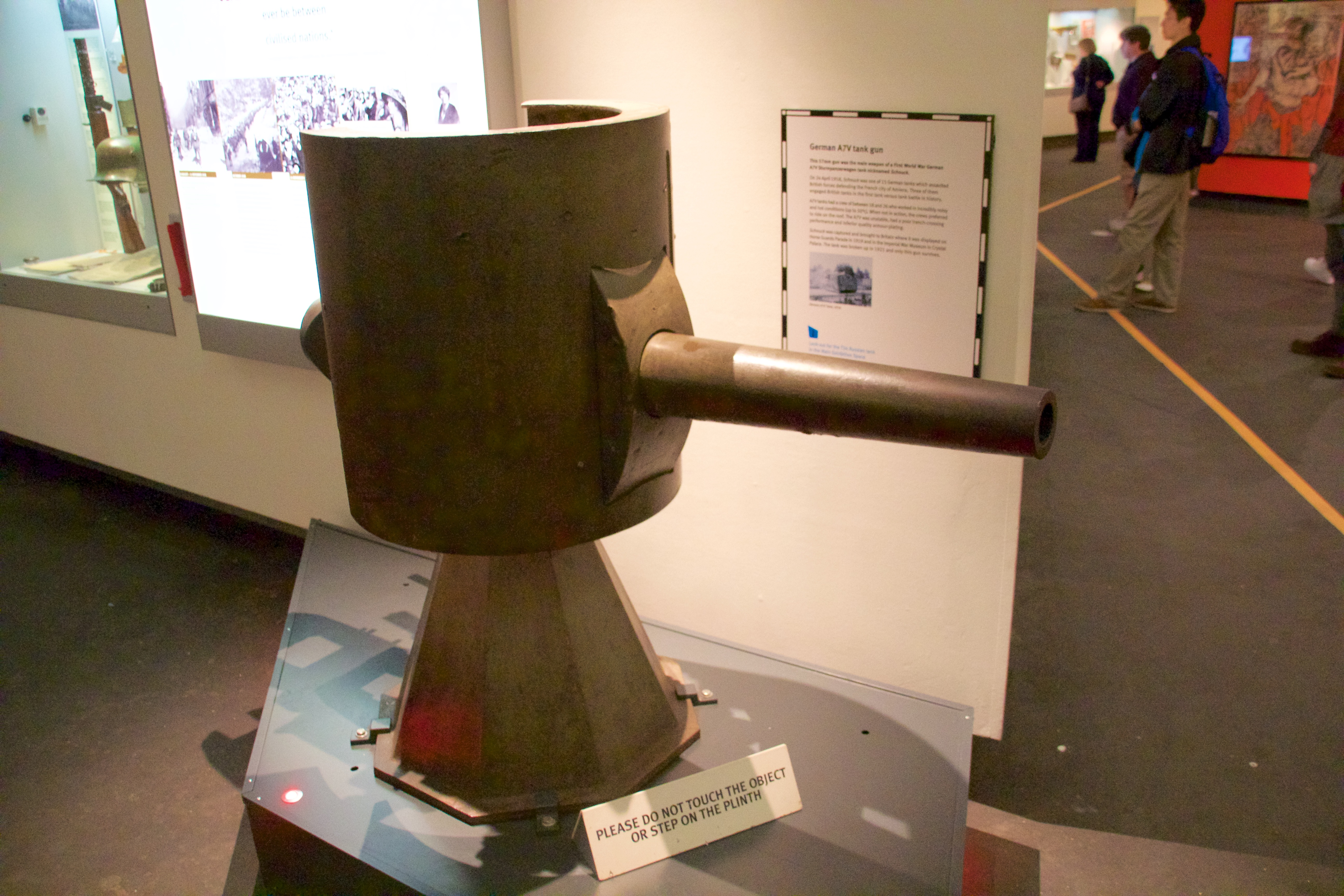
Het kanon zoals opgesteld in een A7V-tank (Imperial War Museum)

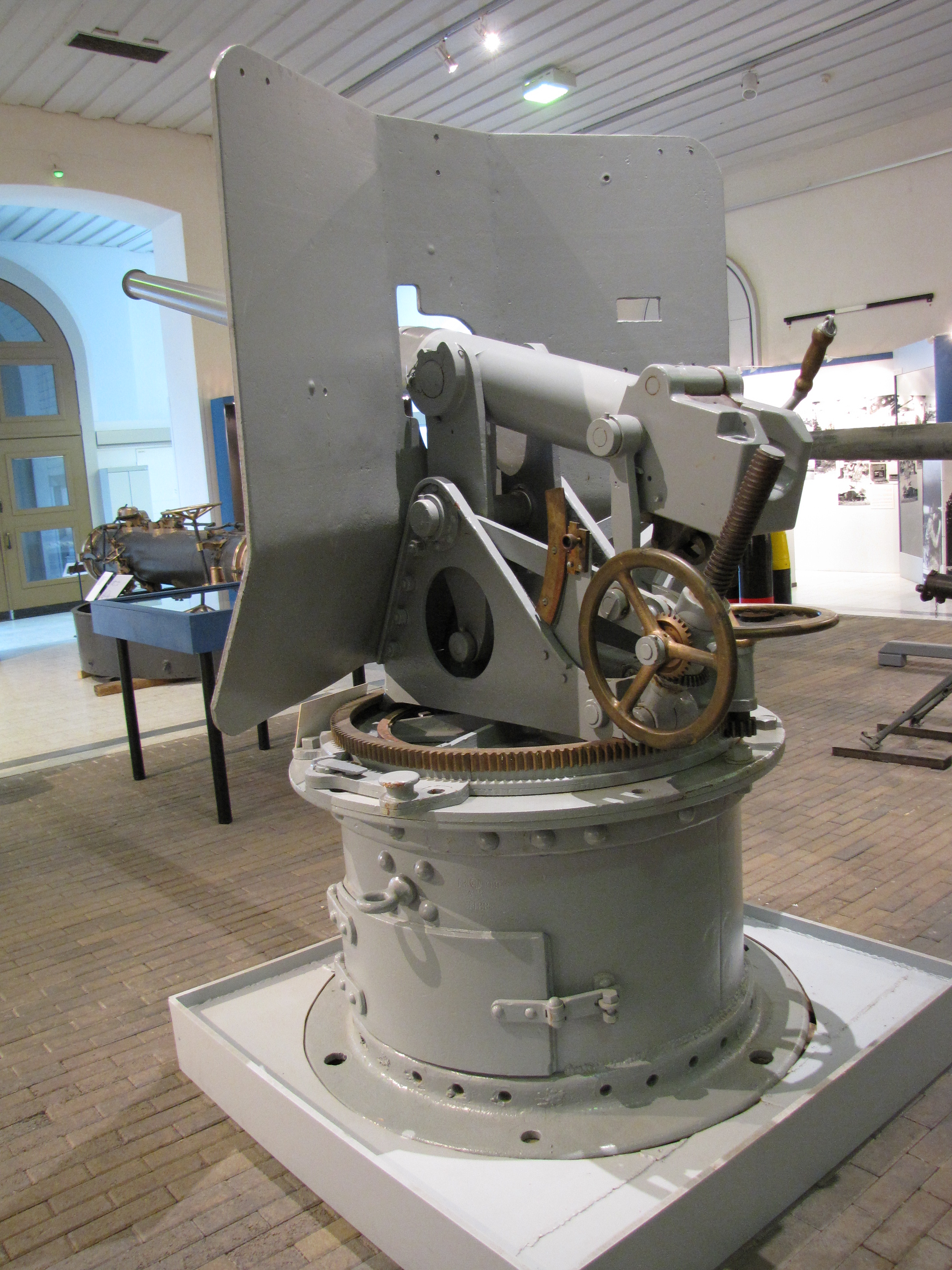
Nordenfelt-zesponder met lange loop

De 5,7 cm Maxim-Nordenfelt was een kanon ontwikkeld in de jaren 1880 in Groot-Brittannië. Het werd gekocht door België voor de forten rond Luik en Namen. Het werd in licentie geproduceerd door de Belgische firma Cockerill. Het zag actie tijdens de Eerste Wereldoorlog en werd gebruikt door het Belgische en Duitse leger.

## Beschrijving
Het was een verkorte versie van de Nordenfelt-zesponder, een snelvuurkanon dat vooral op schepen was opgesteld. Dit was een ontwerp van de Nordenfelt Guns and Ammunition Company van Thorsten Nordenfelt, maar in 1888 fuseerde deze onderneming met de wapenfabriek van Hiram Maxim en de twee gingen samen verder onder de nieuwe naam Maxim Nordenfelt Guns and Ammunition Company (Maxim-Nordenfelt).
Voor het gebruik in forten was een kortere loop noodzakelijk. Het kaliber was 5,7 cm of 57 mm, en de massa van de granaten, afhankelijk van het type, lag iets onder de drie kilogram. Het vuurde vooral brisantgranaat en kartetsen af. Het verschoot eenheidsmunitie, een patroon met aandrijflading en granaat in een, waardoor een hoge vuursnelheid kon worden bereikt.

## Inzet

### Vestingartillerie
In 1887 bestelde het Belgische ministerie van Oorlog 185 kanonnen van 5,7 cm om hun forten, waaronder die rond Namen en Luik, te bewapenen. Het was aangepast om in kleine ruimte opgesteld te worden. Ze waren vooral bedoeld om aanvallen van infanterie te stoppen. De kanonnen werden gemonteerd in geschutskoepels van de Duitse fabrikant Grusonwerk of in de hoeken van de droge grachten. In de kazematten waren ze opgesteld achter een dikke betonnen muur. Het affuit was een soort afgeplatte piramide, ook wel “kandelaar” genoemd, en stond op vier kleine wieltjes. Tegen de zijkanten zitten twee cilinders voor de hydraulische rem om de terugslag op te vangen. Voor de bediening was er een commandant en drie artilleristen.

### Infanteriekanon
Het werd ook ingezet bij het veldleger. Na de inname van België in 1914 hadden de Duitsers grote aantallen van deze kanonnen in handen gekregen. Ze werden gemonteerd op een tweewielige affuit en beschermd door een rond of driezijdig kanonschild. Ze werden vooral gebuikt om vijandelijke machinegeweernesten uit te schakelen ter ondersteuning van infanterieaanvallen. In 1916 had het Duitse leger 450 van deze infanteriekanonnen in dienst.

### Tankkanon en antitankkanon
De Duitsers gebruikten ook een aantal van deze kanonnen om hun A7V-tanks te bewapenen. Ze werden gemonteerd aan de voorzijde van de tank. Achter een pantserplaat waren ze redelijk veilig opgesteld. Er werden ook kanonnen op de platte laadbak van vrachtwagens geplaatst en deze fungeerden als mobiel antitankgeschut.